# Caenis horaria
Caenis horaria è una specie di Efemerotteri della famiglia Caenidae. Il nome scientifico della specie è stato validamente pubblicato per la prima volta nel 1758 da Linnaeus.
È comune nell'ecozona paleartica in stagni e laghi poco profondi fino a un'altitudine di 1.800 metri nelle Alpi.